# 陳繼徵
陳繼徵（1560年—1611年），字胤遠，號景修，浙江嘉兴府秀水县民籍直隶吴江县人，明朝政治人物。

## 生平
萬曆二十二年（1594年）甲午科浙江乡试第十七名举人，三十五年（1607年）丁未科进士，工部观政，本年八月授山东昌邑知县，三十八年调益都县，三十九年卒于官，享年五十二。

## 家族
曾祖陳峻。祖父陳倫。父陳郭，號两橋，壽官。本生父陳郛，號石村，选贡。母王氏，本生前母沈氏，本生母范氏。永感下。兄德徵，儒官。弟继序。
長子陳萬言，癸卯科解元，万历四十七年进士。次子王葆哲、王尊古。